# Noordoostpolder
Noordoostpolder (nederländska: [ˈnoːrt.oːstˌpɔldər]
 ( lyssna)) är en polder och kommun i provinsen Flevoland i Nederländerna. Kommunens totala area är 593,47 km² (där 135,30 km² är vatten) och 47 583 innevånare (2021). Huvudorten Emmeloord, grundad 1943, ligger ungefär mitt på poldern. Förr kallades kommunen för Urkerland.
Poldern sattes 26 september 1994 upp på Nederländernas tentativa världsarvslista.. Vid uppdateringen av listan den 8 augusti 2011 togs Noordostpolder bort.